# Corinna Lingnau
Corinna Lingnau, född den 18 januari 1960 i Leverkusen, Tyskland, är en västtysk landhockeyspelare.
Hon tog OS-silver i damernas landhockeyturnering i samband med de olympiska landhockeytävlingarna 1984 i Los Angeles.